# Teréga
Ne doit pas être confondu avec GRDF, filiale d'Engie s'occupant de la distribution de gaz naturel en France
Ne doit pas être confondu avec GRTgaz, autre société s'occupant du transport de gaz naturel en dehors du Sud-Ouest de la France
Pour le réseau de transport d'électricité, voir RTE (entreprise).
Teréga est l'une des deux entreprises en France responsables du transport de gaz naturel, aux côtés de NaTran (anciennement GRTgaz). Basée à Pau, en Béarn, elle gère un réseau de plus de 5 000 km de gazoducs, ainsi que des infrastructures de stockage souterrain. Fondée en 2005 sous le nom de TIGF, l'entreprise était une filiale de TotalEnergies avant de devenir indépendante en 2013, à la suite de sa vente à un consortium d'investisseurs. En 2018, elle a adopté son nom actuel pour refléter son ancrage régional et son engagement dans les énergies renouvelables.

## Histoire
Ancienne filiale de TotalEnergies, Teréga a été créée le 1er janvier 2005 dans un contexte d’uniformisation des politiques énergétiques françaises et européennes. Jusqu'au 4 avril 2018, l'entreprise était connue sous le nom de TIGF (Transport Infrastructures Gaz France).
En 2017, TIGF a fait appel à l'agence Babel pour redéfinir son identité de marque, alignée avec ses ambitions en matière de transition énergétique. Le 30 mars 2018, TIGF est devenu Teréga, un nom qui évoque les territoires, les réseaux de gaz et l'énergie. La nouvelle identité visuelle, caractérisée par une ligne d'horizon symbolisant les flux d’énergie, incarne l’engagement de Teréga en faveur du développement durable. Cette évolution témoigne de la volonté de l'entreprise de s'adapter aux enjeux contemporains de la transition énergétique. Initialement spécialisée dans le transport et le stockage de gaz naturel dans le sud-ouest de la France, TIGF a choisi ce nouveau nom pour refléter son ancrage territorial et son expertise dans la gestion des réseaux de gaz.
En 2019, la marque Teréga, conçue par l'agence Babel, a remporté le prix de la Création de Logo lors des Grands Prix Corporate Business TOP/COM. Ce prix récompense les meilleures initiatives en communication corporate. La marque et son slogan, « Le gaz, accélérateur d’avenir », soulignent la conviction de Teréga sur le rôle clé du gaz dans la transition énergétique. Avec 5 000 km de canalisations et deux sites de stockage souterrains, Teréga représente 16 %** du réseau de transport de gaz français et 24 % des capacités de stockage.
En juillet 2020, le PDG de Teréga, Dominique Mockly, a annoncé que sa société envisageait de participer, avec dix autres gestionnaires européens d’infrastructures gazières, à la création d'une "dorsale hydrogène" de 23 000 km au sein de l’Union européenne d'ici 2040. Ce projet implique la conversion de canalisations de gaz naturel pour le transport d'hydrogène, avec un coût d'exploitation estimé entre 0,09 et 0,17 euro par kilo d’hydrogène** pour 1 000 km.

## Activités
Teréga gère l'une des deux zones d’équilibrage du réseau de transport de gaz en France, celle du Sud-Ouest, tandis que NaTran gère l'autre zone. Son réseau de transport comprend plus de 5 000 kilomètres, soit 16 % du réseau français de gazoducs de grand transport, et six stations de compression.

### Stockage de gaz
Teréga gère également deux sites de stockage souterrain de gaz naturel à Lussagnet et Izaute, représentant 24 % des capacités françaises de stockage de gaz.

### Innovations dans le biogaz et l’hydrogène
Teréga est active dans la promotion du biométhane, qui peut être injecté directement sur son réseau. En juillet 2020, le PDG Dominique Mockly a annoncé que Teréga participera avec dix autres gestionnaires européens d’infrastructures gazières à la création d'une dorsale hydrogène de 23 000 km d’ici 2040, en convertissant des canalisations existantes pour le transport de l’hydrogène, avec un coût estimé entre 0,09 et 0,17 euro par kilo pour 1 000 km.

## Projets

### H2Med
Teréga est l'un des acteurs clés du projet H2Med, un corridor énergétique visant à transporter de l'hydrogène vert entre le Portugal, l'Espagne, la France et le reste de l'Europe. Ce projet a été reconnu comme projets d'intérêt commun (PIC) par la Commission Européenne, facilitant ainsi l'accès à des financements européens et accélérant l'obtention des permis nécessaires pour l'interconnexion des infrastructures d'énergie en Europe. H2Med se compose de deux principales infrastructures : CelZa, un pipeline reliant le Portugal à l'Espagne, et BarMar, une canalisation sous-marine entre l'Espagne et la France. Le projet, d'une longueur totale de 700 kilomètres et d'un budget de plus de 2 milliards d'euros, vise à être opérationnel d'ici 2030 et pourra transporter environ 10 % de la consommation d'hydrogène estimée en Europe.

### Pycasso
Le projet Pycasso (Pyrenean CO2 Abatement through Sustainable Sequestration Operation) est une initiative de Teréga lancée en 2021, et supportée par Lafarge, Repsol et ArcelorMittal. Ce projet vise à stocker du CO₂ dans le sous-sol du bassin de Lacq, une zone historiquement associée à l'extraction de gaz naturel. Ce projet de séquestration de carbone a pour objectif de capter les émissions de CO₂ issues de l'industrie et de les enfouir sous terre, réduisant ainsi l'impact climatique des activités industrielles.
Pycasso suscite un débat en Béarn et au-delà, avec des critiques concernant l'efficacité et la durabilité du stockage de carbone en tant que solution environnementale.
Cependant, Teréga et ses partenaires estiment que ce projet, labellisé PIC, représente une étape cruciale dans la transition énergétique régionale.
Teréga annonce renoncer à ce projet en Octobre 2018.

## Siège social
Le siège social de Teréga, nommé Espace Volta, est situé à Pau, à proximité de l'A64 (et du futur échangeur 10.1 de Pau-Morlàas) ainsi que du Centre scientifique et technique Jean-Féger de TotalEnergies,.
Le nom Espace Volta a été choisi en référence à plusieurs éléments. Tout d'abord, il rend hommage à Alessandro Volta, qui a découvert le méthane en 1776. Ensuite, le terme Volte provient du lexique équestre, désignant un mouvement circulaire, en écho à l'architecture du bâtiment. Enfin, Volta est aussi le nom d’un fleuve d'Afrique de l'Ouest, dont le flux d'eau évoque le mouvement du gaz circulant dans les canalisations.
Ce bâtiment, dont l'architecture circulaire est une particularité notable, couvre un diamètre de 96 m et une surface de 10 150 m2. L'Espace Volta a été conçu selon les principes de la Haute Qualité Environnementale, avec un souci particulier pour l'efficacité énergétique et l'impact environnemental. Le bâtiment est le lauréat Prix AMO Lieu de travail et d'activités. Le bâtiment est inauguré par François Bayrou en 2015.
Le bâtiment rassemble l'ensemble des services auparavant dispersés dans la région, accueillant environ 380 collaborateurs répartis sur 300 bureaux. En son centre, un auditorium modulable a été installé pour les événements internes. La construction de ce siège a duré 19 mois, avec un investissement de 19 millions d'euros.

## Gouvernance
En 2013, Teréga est devenue indépendante après son acquisition par un consortium composé de Snam (40,5 %), du fonds souverain singapourien GIC (31,5 %), et de EDF (18 %) via Ouestgaz,. En 2018, la filiale du Crédit Agricole, Predica, a acquis 10 % du capital, réduisant les parts de SNAM à 40,5 %, de GIC (Singapour) à 31,5 % et d'EDF à 18 %.

### Filiales
- Teréga Solutions[29]
  - Business Unit Biométhane et Mobilité Gaz se consacre à la promotion de la croissance des secteurs de la méthanisation ainsi que de la mobilité utilisant le gaz naturel véhicule (GNV) et le bioGNV. Business Unit Hydrogène facilite l'expansion de l'hydrogène décarboné en développant des solutions efficaces pour le stockage, le transport, la compression et la distribution. Business Unit Multi-Énergies et Digital s'engage à accélérer la mise en place de réseaux intelligents multi-énergies et fournit des outils performants pour optimiser le pilotage opérationnel et accroître l'efficacité énergétique.

## Territoire
Au 1er janvier 2018, Teréga couvre 15 départements du Sud-Ouest de la France :
- l’Ariège,
- l'Aude,
- l’Aveyron,
- le Cantal,
- la Haute-Garonne,
- le Gers,
- la Gironde,
- les Landes,
- le Lot,
- le Lot-et-Garonne,
- les Pyrénées-Atlantiques,
- les Hautes-Pyrénées,
- les Pyrénées-Orientales,
- le Tarn,
- le Tarn-et-Garonne.

## Attributs de la marque

### Nom et signature
En 2018, l'entreprise adopte son nom actuel et choisit pour signature « Le gaz, accélérateur d'avenir ». Chacune des syllabes du nom de l'entreprise est censée évoquer ses principales composantes : « Te » pour les « territoires » sur lesquels elle intervient, « Ré » pour les « réseaux » qu’elle développe et « Ga » pour le « gaz », l'énergie exploitée.
Le nom Teréga associe les notions de territoire et de réseau gazier, soulignant son rôle dans le développement d'infrastructures énergétiques. Ce changement s'accompagne d'une nouvelle identité visuelle, destinée à repositionner l'entreprise dans un contexte de diversification énergétique, notamment en matière de transition vers des énergies plus durables, comme l'hydrogène et la captation de CO₂.

### Historique du logo

Logo de TIGF de 2005 à 2013.
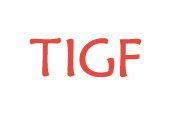
Logo de TIGF de 2013 à 2018.
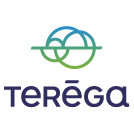
Logo de Teréga depuis mars 2018.